# 三官庙乡 (中牟县)
三官庙乡，是中国河南省郑州市中牟县下辖的一个乡镇级行政单位。

## 行政区划
三官庙乡共辖以下地区：
三官庙村、三异张村、双楼王村、姬庄村、白庙村、祥符村、吴村、野王村、魏家村、岗李村、张马村、坟西马村、坡董村、皛店村、坡刘村、大辛庄村、丁庄村、湾王村、小辛庄村、苏家村、秦家村、前段村、杨庄村、教场袁村、教场王村、王庄村、耿家村、高庄陈村、芦家村、土墙村、楼赵村、姜家村、候村、寺村、蒿家村、水牛张村、楼王村、清明李村、宋家村、高家村、圪垱街村、马家村、后李村、前李村、郑家村、赵家村、冯家村、冯堂村。